# Trzebiatów (powiat stargardzki)
Trzebiatów (niem. Treptow bei Stargard) – wieś w Polsce położona w województwie zachodniopomorskim, w powiecie stargardzkim, w gminie Stargard.
Miejscowość znajduje się 9 km na południowy wschód od Stargardu i 2 km na północ od drogi krajowej nr 10.
W latach 1975–1998 miejscowość należała administracyjnie do województwa szczecińskiego.